# Albuca longifolia
Albuca longifolia är en sparrisväxtart som beskrevs av John Gilbert Baker. Albuca longifolia ingår i släktet Albuca och familjen sparrisväxter. Inga underarter finns listade i Catalogue of Life.